# Ettal (isla)
Ettal, Etal, Etaaru To o Etaru (en inglés: Ettal Island) es una isla del Atolón Ettal, en los Estados Federados de Micronesia. Está ubicada en el municipio de Ettal y el estado de Chuuk, en la parte occidental del país, 500 km al oeste de Palikir.